# Linia kolejowa Torņakalns – Tukums
Linia kolejowa Torņakalns – Tukums – linia kolejowa na Łotwie łącząca położoną w Rydze stację Torņakalns ze stacją Tukums II.
Linia na całej długości jest zelektryfikowana. Odcinek Torņakalns – Sloka jest dwutorowy, a Sloka – Tukums II jednotorowy.
Linia przebiega przez Park Narodowy „Ķemeri”.

## Historia
Linia powstała w 1877. Początkowo leżała w Imperium Rosyjskim, w latach 1918 - 1940 położona była na Łotwie, następnie w Związku Sowieckim (1940 - 1991). Od 1991 ponownie znajduje się w granicach niepodległej Łotwy.
W 1950 zelektryfikowany został odcinek Ryga - Torņakalns - Dubulti. Był to pierwszy zeletryfikowany odcinek kolei na Łotwie. W 1951 sieć trakcyjną przedłużono do Ķemeri, a w 1966 do Tukumsu.